# Tirozinska sulfacija
Tirozinska sulfacija je posttranslaciona modifikacija pri kojoj se sulfatna grupa dodaje na tirozinski ostatak proteinskog molekula. Sekretorni proteini i ekstracelularni delovi membranskih proteina koji prolaze kroz Goldžijev aparat mogu da budu sulfatisani. Sulfacija je otkrivena u goveđem fibrinopeptidu B 1954. i kasnije je utvrđeno da javlja kod životinja i biljki, a ne kod prokariota i kvasaca.

## Literatura
- Moore KL (2003). „The biology and enzymology of protein tyrosine O-sulfation”. J. Biol. Chem. 278 (27): 24243—6. PMID 12730193. doi:10.1074/jbc.R300008200. Архивирано из оригинала 16. 03. 2008. г. Приступљено 12. 11. 2012.
- Hoffhines AJ; Damoc, E; Bridges, KG; Leary, JA; Moore, KL (2006). „Detection and purification of tyrosine-sulfated proteins using a novel anti-sulfotyrosine monoclonal antibody.”. J. Biol. Chem. 281 (49): 37877—87. PMC 1764208 . PMID 17046811. doi:10.1074/jbc.M609398200.